# Schizotergitius altajicus
Schizotergitius altajicus är en mångfotingart som beskrevs av Imre Loksa 1978. Schizotergitius altajicus ingår i släktet Schizotergitius och familjen stenkrypare. Inga underarter finns listade i Catalogue of Life.